# 國家失蹤及被剝削兒童保護中心
国家失踪与被剝削兒童保護中心（National Center for Missing & Exploited Children），简称NCMEC（ /nɛk mək/   ），是美国国会于 1984 年成立的私營的非营利组织。
2013年9月，美国众议院、美国参议院和美国总统再次为该组织拨款4000万美元，以作为2013年失踪儿童援助重新授权法案的一部分。该组织现任主席是科尔百货的Jon Gross。NCMEC处理从婴儿到青少年，最高至20岁的未成年人失踪案件。